# Chiesa di San Nicolao (Vernante)
La chiesa di San Nicolao è la parrocchiale di Vernante, in provincia di Cuneo e diocesi di Cuneo-Fossano; fa parte della zona pastorale delle Valli Gesso e Vermenagna.

## Storia
La prima citazione di una cappella a Vernante risale al 1041 ed è contenuta in un documento dal quale si apprende che essa era pertinenza dell'abbazia di San Dalmazzo di Pedona, a sua volta dipendente dai vescovi di Asti.
Nel 1345, invece, questo luogo di culto era menzionato come filiale della pieve di Santa Maria di Cuneo.
Il visitatore apostolico Girolamo Scarampi nel 1583 trovò che la chiesa era suddivisa in tre navate da colonne in pietra e che le cappelle di Sant'Antonio e San Bernardo erano abbellite da affreschi; pochi anni dopo, nel 1592, la parrocchia passò alla diocesi di Fossano.
L'edificio fu interessato tra il 1649 e il 1655 da un completo rifacimento, in occasione del quale si procedette alla rotazione di 180 gradi della pianta e all'aggiunta del nuovo coro.
Dopo una breve permanenza in epoca napoleonica nella diocesi di Mondovì, nel 1817 la parrocchia entrò a far parte della neo-costituita diocesi di Cuneo.
Nel 1851 vennero presentati dall'architetto Antonio Bono i disegni in vista di un ampliamento, che però poi non vide la luce; tuttavia, tra la fine di quel secolo e l'inizio del successivo la chiesa fu rimaneggiata mediante la costruzione della cupola e la decorazione degli interni e della facciata.

## Descrizione

### Esterno
La facciata a salienti della chiesa, rivolta a nordest e abbellita da pitture a trompe-l'œil eseguite nel 1902, è suddivisa da una cornice marcapiano in due registri, entrambi scanditi da lesene scanalate; quello inferiore presenta centralmente il portale d'ingresso, mentre quello superiore, affiancato da due volute, è caratterizzato da una raffigurazione sacra e coronato dal timpano triangolare. 
Annesso alla parrocchiale è il campanile in pietra a base quadrata, che conserva tracce romaniche; la cella presenta su ogni lato una monofora ed è coronata dalla cupola poggiante sul tamburo.

### Interno
L'interno dell'edificio si compone di tre navate, separate da pilastri sorreggenti degli archi a tutto sesto, sopra i quali corre la trabeazione modanata e aggettante su cui si impostano le volte a botte lunettate della navata centrale, mentre le due laterali sono coperte da volte a crociera; al termine dell'aula si sviluppa il presbiterio, rialzato di un paio di gradini, ospitante l'altare maggiore e chiuso dall'abside quadrangolare.
Qui sono conservate diverse opere di pregio, tra le quali i frammenti di un polittico eseguito probabilmente dal ligure Lorenzo Gastaldi intorno al 1680, l'altare maggiore, costruito nel 1856, e la statua avente come soggetto la Vergine, attribuita a Carlo Giuseppe Plura.